# Magyary Zoltán Közigazgatási Szakkollégium

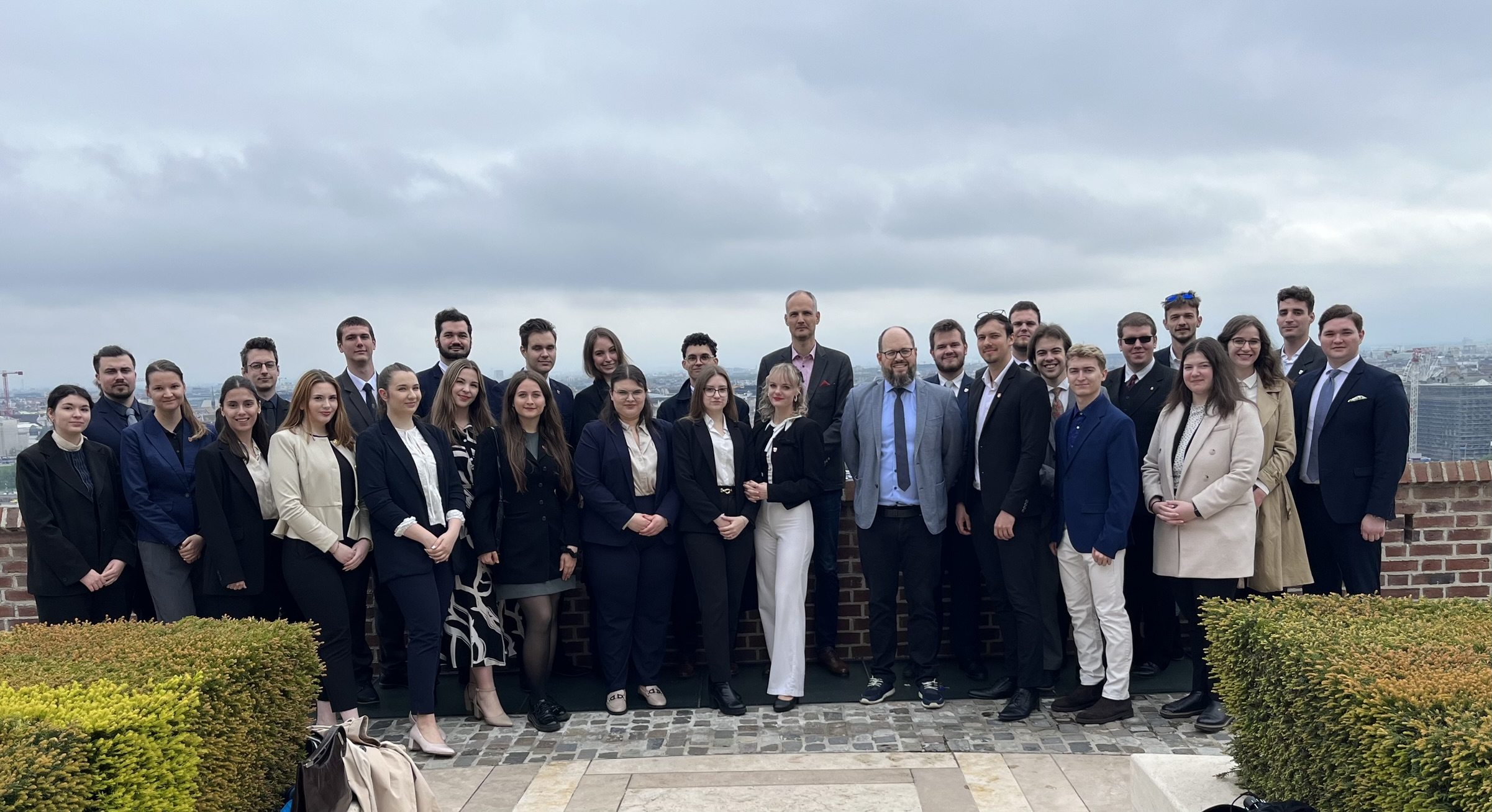
Magyary Zoltán Szakkollégium tagjai intézménylátogatáson

A Magyary Zoltán Szakkollégium (röviden: MZSZK) a Nemzeti Közszolgálati Egyetem Államtudományi és Nemzetközi Tanulmányok Karán működő, a hallgatók önszerveződésén, és közösen végzett aktív szellemi munkáján alapuló szervezet. A szakkollégium a működése szempontjából három irányvonalat tart meghatározónak: a szakmaiságot, a közösséget és társadalmi felelősségvállalást. A Magyary Zoltán Szakkollégiumot 2001-ben alapították a Budapesti Közgazdaságtudományi és Államigazgatási Egyetem Államigazgatási Karán a kar elkötelezett oktatói (Máthé Gábor, Bárdi Lajos, Boros Anita, Lantos Ottó, Méhes Tamás). 

## Története
A Magyary Zoltán Közigazgatási Szakkollégiumot 2001-ben alapították a Budapesti Corvinus Egyetem Közigazgatástudományi Karán. Felállításának célja 2001-ben az volt, hogy az egyetemi oktatás által nyújtott alapvető tudásanyagon túlmutatva olyan elméleti és gyakorlati ismeretekkel szolgáljon a hazai közigazgatás területéről, amely tagjai számára mélyebb és átfogóbb felkészültséget biztosít a közigazgatás területén, ezáltal magasabb színvonalon képzett, a szakmai és a munkaerő-piaci elvárásoknak, kihívásoknak jobban megfelelni képes „közigazgatászokat” képezve a közszféra számára.
A Szakkollégium működése során számos változáson ment keresztül, mind az érintett személyi kört illetően (tagság, vezető oktatók, kurzusvezető tanárok), mind a szervezeti felépítést illetően. 
A Nemzeti Közszolgálati Egyetem 2012-es megalapítása és a szak áthelyezése óta változatlanul folyik a munka az új intézményben. A szakkollégium tagjai 2015 óta - a szakkollégium karközivé válását követően - nem csak a Közigazgatás-tudományi Kar hallgatói közül, hanem az egész egyetem, így a Nemzetközi és Európai Tanulmányok Karának hallgatói közül is kikerülhetnek. 2019-ben a Nemzeti Közszolgálati Egyetemen összevonták a két Kart, innentől kezdve az Államtudományi és a Nemzetközi Tanulmányok Karon folytatta tovább a szakkollégium a működését. 

## A névadóról
Magyary Zoltán munkássága talán a közigazgatás tudományát mélységeiben nem ismerők számára sem szorul bemutatásra. A közigazgatás modernizációja érdekében kifejtett tevékenysége saját korában – a XX. század első felétől kezdve – úttörőnek számított. Máig ható érvénnyel alapozta meg a magyar közigazgatás tudományos igényű újjászervezését. Szellemi öröksége – kezdettől fogva a mai napig – számos fejlesztési program és törekvés elméleti alapját képezi. 
Felesége, Techert Margit szintén nagy hatású közösségformáló volt, aki társadalmi szervezeteket szervezett és irányított, folyóiratokat szerkesztett, és a harmadik női egyetemi magántanárként iskolapéldája volt a tudósként érvényesülő nőnek.

## Működési elvei
A Szakkollégium kialakításakor az alapítók figyelembe vették a Szakkollégiumok Chartájának rendelkezéseit, így alapelveik közé került az önkormányzatiság, a szakmaiság és tájékozottság, és az egyenlőség kritériuma is. 
1. szakmaiság: A Szakkollégium működésének célja, hogy a szakkollégisták szakmai felkészültségét minden lehetséges eszközzel elősegítse. E célból minden rendelkezésére álló eszközzel elősegíti a szakkollégisták tanulmányait és idegen nyelvi ismereteinek bővítését. A szakkollégistának kötelessége, hogy tanulmányait felelősségteljesen és szakkollégistához méltó módon teljesítse, továbbá, hogy a Szakkollégium képzési rendszerében részt vegyen;
2. felelősség: A Szakkollégium célja, hogy tagjaiban a felelősségvállalás szellemét fejlessze. A Szakkollégium minden tagja és minden kabinettag felelősséggel tartozik kötelezettségei megszegéséért, illetve a jogaival való visszaélésért;
3. egyenlőség: Minden szakkollégista ugyanolyan jogokat élvez, és minden szakkollégistát ugyanolyan kötelezettségek terhelnek;
4. önkormányzatiság: A Szakkollégium működése az önkormányzatiság és a demokrácia elvein alapul. A Szakkollégium Közgyűlése önálló javaslatot tehet saját szervezeti és működési szabályzatát illetően, az Egyetem által biztosított költségvetési keret felhasználásáról, dönthet a kabinettagok – a Szabályzatban foglaltak szerinti – megválasztásáról, ellenőrzéséről és leváltásáról, illetve a tagfelvételről;

## Tevékenysége
A Szakkollégium tevékenysége elsősorban előadásokban, kurzusokban, szakmai beszélgetésekben, a közigazgatási intézmények látogatásában és működésüknek részletes tanulmányozásában nyilvánul meg, továbbá olyan szabadidős programokban, melyek lehetővé teszik a közösségi életforma kiépítését. Ezek szervezésében és lebonyolításában a Szakkollégium tagjai, szervei és tisztségviselői közösen, együttműködve vesznek részt, az önkormányzatiság keretein belül, fenntartva a szabad véleménynyilvánítás jogát.

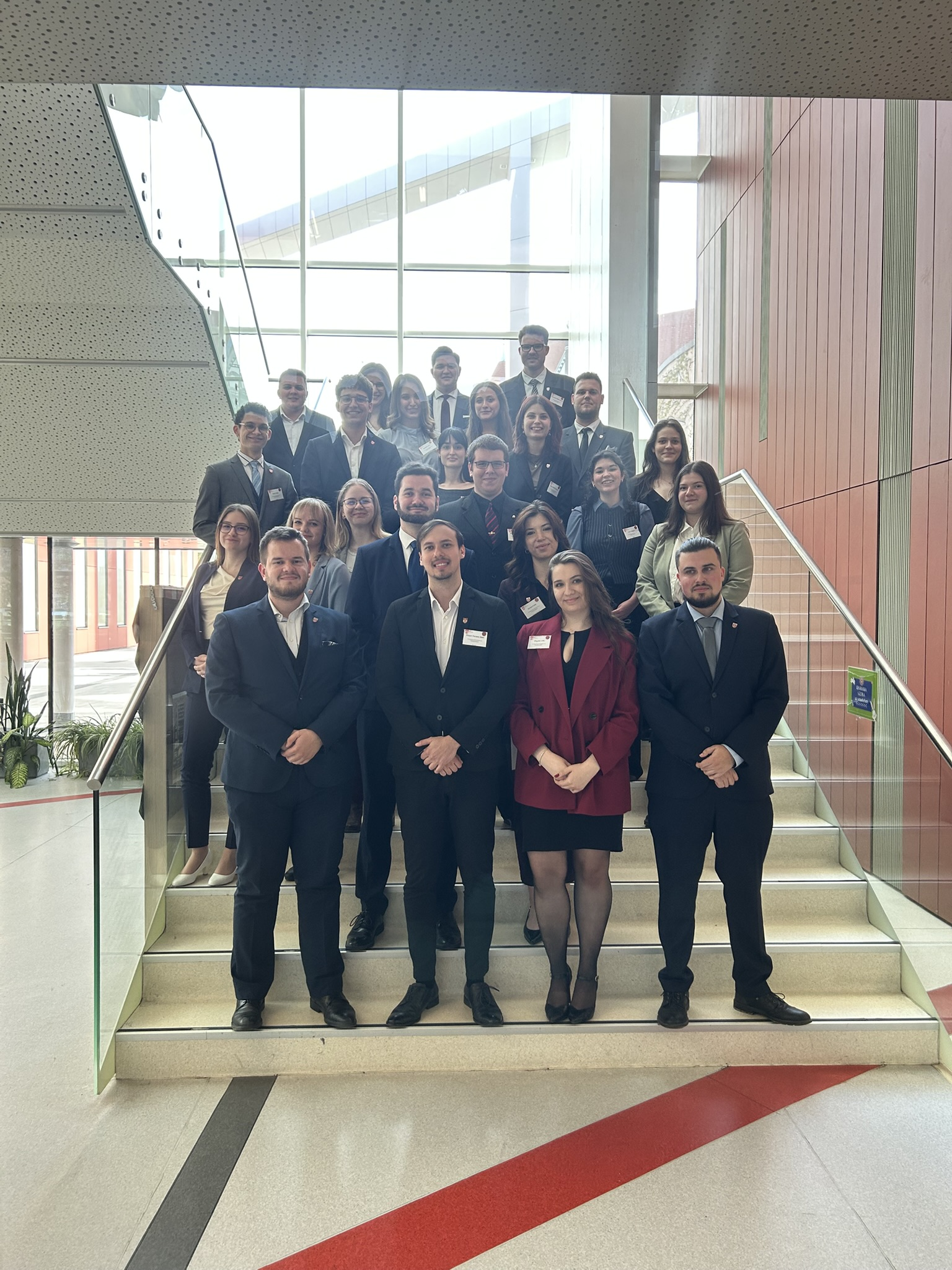
Magyary Zoltán Szakkollégium tagja az általuk szervezett VI. Magyary Konferencia és Poszterversenyen

## A szervezet felépítése

### Közgyűlés
A Közgyűlés a Szakkollégium legfőbb döntéshozatali szerve, amely munkájában a Vezető tanár és a Szakkollégisták vesznek részt. A közgyűlésen születik döntés minden, mást testület vagy tisztségviselő hatáskörébe nem tartozó kérdésben.
Igazgató
A Szakkollégium működését az Igazgató irányítja, aki a Szakkollégium felelős vezetője. Feladatai különösen: a Szakkollégium képviselete az Egyetem előtt, kapcsolattartás a Szakkollégiumhoz kötődő szakmai szervezetekkel, intézményekkel;  gondoskodik az Egyetem szabályzatai betartásáról; a szakkollégisták tudományos és szakmai tevékenységének felügyelete.

### Kabinet
A Kabinet a Közgyűlés határozatait végrehajtó, a Szakkollégium munkáját irányító, szervező, operatív testület. Tagjait a közgyűlés választja.  
A kabinet tagjai:
- Elnök
- Titkár
- Szakmai vezető
- Kommunikációs vezető
- Pénzügyi vezető

### Munkacsoportok
A Közgyűlés bizonyos feladatok ellátására munkacsoportokat állíthat fel. Ez mellett a Szakkollégiumban működnek Állandó munkacsoportok, amelyek célja a Kabinet munkájának a segítése. Az Állandó Munkacsoportokat a Kabinet tagjai vezetik.
- A Szakkollégium Elnöke a Szakkollégium adminisztratív, operatív, stratégiai diákvezetője, a Kabinet vezetője, az Igazgatóval együttműködve a Szakkollégium működésének vezetője. Az Elnök képviseli a Szakkollégiumot egyetemi rendezvényeken, hivatalos és szakkollégiumi eseményeken. Kapcsolatot tart az Egyetemmel, az oktatókkal és egyéb külső szervezetekkel. Az ő irányítása alatt működik az Alumniért felelős Állandó Munkacsoport, aminek a célja, hogy egy hídat alkosson a jelenlegi és az "Alumniba" vonult tagok között.
- A Titkár a Szakkollégium adminisztratív ügyeinek felelőse. Munkáját a Nyilvántartásvezető Állandó Munkacsoport segíti.
- A Szakmai Vezető feladata különösen a szakmai kurzusok munkájának megszervezése és koordinálása, a szakkollégiumi kiadványok magas színvonalú szakmai tartalmának biztosítása, valamint a Szakkollégium szakmai eseményeinek megszervezése. Az ő irányítása alá kettő állandó munkacsoport is tartozik; egyfelől a Szakmai Állandó Munkacsoport, illetve a Nyílt eseményekért felelős Állandó Munkacsoport segíti munkáját.
- A Kommunikációs Vezető a Szakkollégium külső- és belső kommunikációjának hatékonyságáért felel. Ő felelős a Szakkollégium marketing anyagainak elkészítésért; a Szakkollégium nyilvános megjelenéséért; továbbá a Szakkollégium kiadványainak kivitelezési munkálataiért. Az ő irányítása alatt szintén kettő munkacsoport található meg. Az egyik a Közösségi Médiáért felelős Állandó Munkacsoport, akik segítik a Szakkollégium közösségi média arculatának alakítását, valamint ő vezeti a Társadalmi Felelősségvállalás Állandó Munkacsoportot.
- A Pénzügyi vezető felelősségi körébe tartozik a szakkollégium költségvetésének előkészítése, és az elszámolások pontos vezetése. Ezen feladatai mellett vezeti a Közösségért felelős Állandó Munkacsoportot, ami felelős a Szakkollégium tagság egységéért, szabadidős programjaiért.

## Elérhetőségek
Székhelye: Orczy úti Kollégium F01. iroda (1089 Budapest, Orczy út 1.)
E-mail: magyary.szakkollegium@gmail.com
Honlap: https://magyary-szakkollegium.hu/
Facebook: www.facebook.com/mzszk

## Külső hivatkozások
- A Magyary Zoltán Közigazgatási  Szakkollégium honlapja
- A Nemzeti Közszolgálati Egyetem Honlapja[halott link]
- Magyary Zoltán
- Szakkollégiumi Charta